# Sophie Blanchard

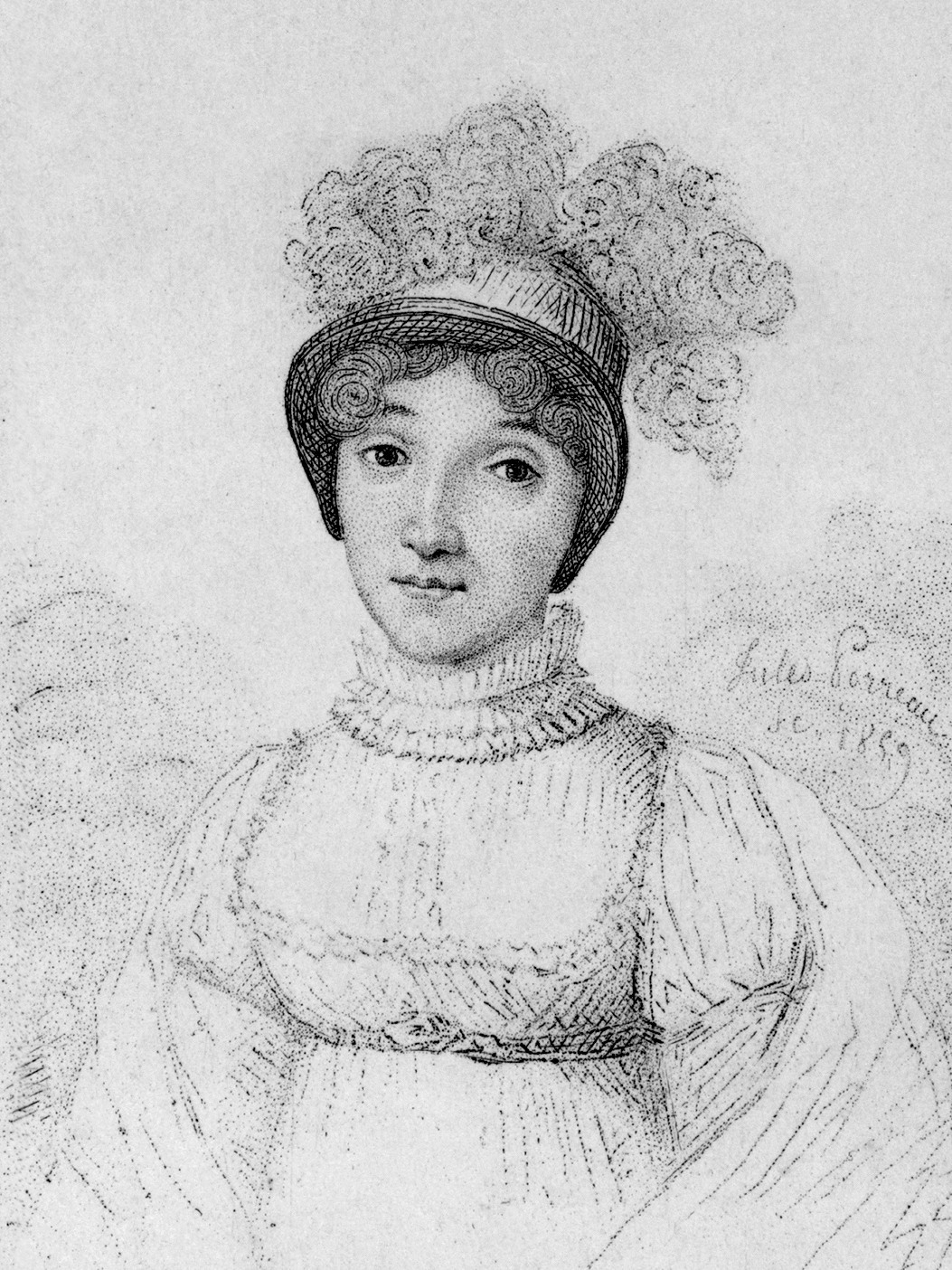
Gravure van Sophie Blanchard uit 1859

Sophie Blanchard (rond La Rochelle, 25 maart 1778 – Parijs, 6 juli 1819), vaak Madame Blanchard genoemd,  was een Franse professionele ballonvaarster en de vrouw van luchtvaartpionier Jean-Pierre Blanchard (1753-1809).
Blanchard was de eerste vrouw die van ballonvaart haar beroep maakte. Ze zette haar werk ook na de dood van haar echtgenoot voort. Blanchard was in heel Europa bekend en werd door Napoleon Bonaparte aangesteld als Aeronaut van de Officiële Festivals, een functie die tot dan toe werd vervuld door André-Jacques Garnerin. In 1814 trad ze op voor Lodewijk XVIII, bij de festiviteiten rond de restauratie van de Bourbondynastie. De Franse koning benoemde haar daarop tot Officieel Aeronaut van de Restauratie.
Blanchard maakte in totaal meer dan zestig ballonvluchten. Ze verloor daarbij verschillende keren haar bewustzijn, werd geconfronteerd met bijzonder lage temperaturen en eenmaal verdronk ze bijna nadat haar ballon neerstortte in een moeras. In 1819 vatte haar ballon vlam door vuurwerk dat ze zelf had afgestoken, tijdens een optreden in de Jardins de Tivoli in Parijs. Haar mand stortte neer op het dak van een huis en Blanchard overleefde de val niet. Ze werd daarmee de eerste vrouw die om het leven kwam bij een luchtvaartongeval.
Blanchard was ook bekend onder haar geboortenaam, haar getrouwde naam en combinaties daarvan, onder meer als Madeleine-Sophie Blanchard, Marie Madeleine-Sophie Blanchard, Marie Sophie Armant en Madeleine-Sophie Armant Blanchard.